# Tsiribihina
La Tsiribihina è un fiume che scorre nel Madagascar centro-occidentale.
Nasce nel Madagascar centrale, nei pressi della città di Miandrivazo, dalla confluenza dei fiumi Mahajilo e Mania. Nel suo cammino attraversa dapprima la pianura di Bongolava e le gole di Bemaraha per poi scorrere attraverso la fertile pianura del Menabe dove forme piccoli laghi e grandi paludi. Sfocia, con un grande delta, nel Canale del Mozambico, 50 km a nord di Morondava.

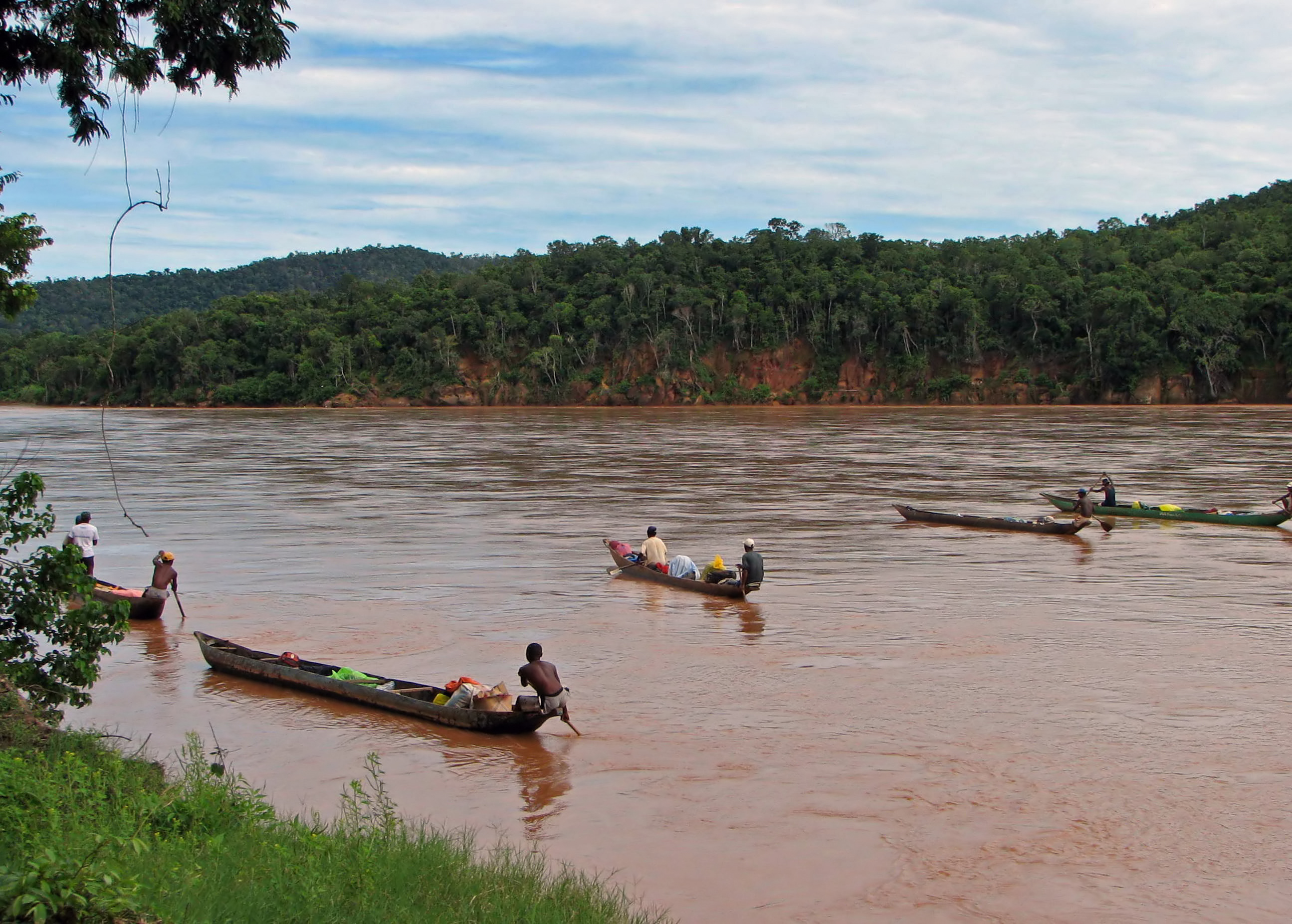

È navigabile in ogni stagione fino alle gole di Bemaraha, e in estate fino a Bongolava. In alcuni tratti il fiume raggiunge una larghezza di 4–5 km.
Sulle sue sponde, poco prima del suo sbocco nel Canale del Mozambico, sorge la città di Belo Sur Tsiribihina, che ogni cinque anni ospita la fitampoha, cerimonia tradizionale della etnia Sakalava, durante la quale le reliquie degli antichi re Sakalava vengono immerse nelle acque del fiume.
Il delta della Tsiribihina è inserito tra le zone umide di importanza internazionale ai sensi della convenzione di Ramsar. È caratterizzato dall'alternarsi di barene, lagune, distese fangose, foreste di mangrovie e zone paludose.